# Дезидери, Ипполито
Иппо́лито Дезиде́ри (итал. Ippolito Desideri; 21 декабря 1684, Пистоя, Тоскана — 14 апреля 1733, Рим) — итальянский иезуитский миссионер в Тибете, успешно изучивший тибетский язык и культуру.

## Биография

### Путешествие в Тибет
Дезидери родился в 1684 году в довольно благополучной семье в городе Пистое в Тоскане. Уже с самого детства он обучался в иезуитской школе родного города, а в 1700 году был избран для обучения в Римской коллегии (лат. Collegium Romanum). С 1706 по 1710 года он преподавал литературу в иезуитских коллегиях в Орвието и Ареццо, а затем и в Римской коллегии.
Предложение Дезидери о миссии в Индию было принято главой иезуитского ордена Микеланджело Тамбурини в 1712 году, и он сам был назначен для повторного открытия тибетской миссии, которая находилась под юрисдикцией иезуитской провинции Гоа. Дезидери покинул Рим 27 сентября 1712 года и отправился на Восток из Лиссабона на португальском корабле, прибывшим в Гоа годом позже. Из Гоа через Сурат, Ахмадабад, Раджастхан и Дели 15 сентября 1714 года он прибыл в Агру, центр иезуитской миссии в Северной Индии. Отсюда Дезидери вернулся в Дели, где он встретил своего главу и спутника Мануэля Фрейри, португальского иезуита. Вместе они проехали из Дели в Шринагар, Кашмир, где оставались в течение шести месяцев, в течение которых Дезидери преодолел тяжёлую болезнь, связанную с внутренними органами. Из Кашмира пара отправилась в Лех, столицу Ладакха, прибыв туда в июне 1715 года. Согласно Дезидери он и его спутник были хорошо приняты королём Ладакха и его придворными, а сам итальянский иезуит пожелал остаться здесь, чтобы основать миссию, но был принуждён подчиниться своему главе Фрейри, который настаивал на их путешествии в Центральный Тибет и Лхасу.
Для своей цели они предприняли опасное семимесячное зимнее путешествие через Тибетское плато. Это рискованное предприятие удалось благодаря помощи, которую они получили от Касалы, монгольской правительницы и вдовы предыдущего правителя, которая, оставив свой пост, решила вернуться в Лхасу. Иезуиты присоединились к её вооружённому каравану и в итоге прибыли в Лхасу 17 марта 1716 года. Через несколько недель Фрейри вернулся в Индию через Катманду и Патну, оставив Дезидери ответственным за миссию. Последний был единственным европейским миссионером в Тибете в то время.

### Пребывание в Лхасе
Вскоре после прибытия в Лхасу Дезидери побывал на приёме у светского правителя Тибета, Лхавзан-хана (Вайли: Lha bzang), который дал ему разрешение снимать дом в Лхасе и практиковать и обучать христианству. После прочтения первой работы Дезидери на тибетском языке по основам католической доктрины, правитель посоветовал ему улучшать свой тибетский и изучить религиозную и философскую литературу тибетского буддизма. После нескольких месяцев интенсивной учёбы Дезидери вступил в монастырь Сэра, один из трёх основных центров школы Гэлуг. Кроме обучения, Дезидери вступал здесь в дебаты с тибетскими монахами и учёными, а вскоре получил разрешение на устроение в своей комнате христианской молельни. Он изучил язык, до этого неизвестный европейцам, и вплотную принялся за изучение культуры Тибета.
В конце 1717 года Дезидери вынужден был покинуть Лхасу из-за вторжения джунгаров. Он перешёл в капуцинский приют в провинции Дакпо, на юге Центрального Тибета. В течение 1719—1720 годов он несколько раз посещал Лхасу. Между 1718 и 1721 годами Дезидери сочинил пять работ на литературном тибетском языке, в которых он излагал христианские доктрины и пытался опровергнуть буддийскую концепцию перерождения, на которую он ссылался как на «метемпсихоз» и «пустоту». В этих трудах иезуит использовал приёмы аргументации буддийских учёных и принимал некоторые идеи буддизма, которые не противоречили католическому учению, особенную философию буддийской морали. Одним из его достижений стал перевод с тибетского языка важного труда Цзонхавы под названием «Ламрим Ченмо».

### Конфликт с капуцинами
После того как Конгрегация евангелизации народов, церковная организация, контролировавшая деятельность католических миссионеров, дала разрешение на основание тибетской миссии итальянским миссионерам из ордена капуцинов, последними был снаряжён отряд, прибывший в Лхасу в октябре 1716 года. По прибытии миссионеры сразу представили Дезидери ряд документов, в которых содержалось требование признать их исключительное право на тибетскую миссию, данное Конгрегацией. Дезидери оспорил данное требование, и в результате обе стороны обратились в Рим с жалобами. Ожидая ответ, Дезидери помогал своим единоверцам-капуцинам освоиться в Тибете. Не желая напрямую выступать против Дезидери из-за опаски быть изгнанными из Тибета и Непала его собратьями-иезуитами, капуцины подали прошение о его высылке из страны. В итоге в январе 1721 года Дезидери получил предписание покинуть Тибет и вернуться в Индию. После долгого пребывания в Кути, на тибетско-непальской границе, он вернулся в 1722 году в Агру.

### Последние годы жизни
В Агре Дезидери получил назначение на место главного пастора католической общины в могольской столице Дели. Он занимался организацией образования и других служб для своей общины, при нём был воздвигнута новая церковь, призванная заменить прежнее разрушенное здание. В 1725 году Дезидери отправился в малабарскую миссию французских иезуитов в Пондичерри и взялся там за изучение тамильского языка, попутно занимаясь делами самой миссии. В 1727 году он был послан в Рим, чтобы оказать содействие в деле беатификации иезуита Джона де Брито, умершего мученической смертью в Южной Индии. Дезидери захватил с собой свои весьма обширные заметки по Тибету, его культуре и религии и во время плавания на французском корабле начал работу над своим «Описанием» («Relation»), которое в самой поздней рукописи будет озаглавлено как «Исторические заметки о Тибете». Он высадился во Франции в августе 1727 года и после непродолжительного пребывания в этой стране, где он встречался с важными кардиналами и аристократами и даже имел аудиенцию у короля Людовика XV, Дезидери прибыл в Рим в январе 1728 года. После того как он поселился в доме для иезуитов, всё его время оказалось занятым судебными разбирательствами между ним, представлявшим иезуитов, и Феличе ди Монтеккьо, выступавшим обвинителем со стороны капуцинского ордена. Дезидери стал автором трёх документов, защищавших позиции иезуитов. 29 ноября 1732 года Конгрегация евангелизации народов издала своё окончательное, краткое по содержанию, распоряжение, подтверждавшее исключительное право капуцинов на тибетскую миссию и запрещавшее любые последующие дискуссии по этому вопросу. Дезидери в это время был занят проверкой своего труда и подготовкой его к публикации, которая в итоге была запрещена постановлением Конгрегации. В итоге рукописи этого монументального труда, содержавшей первое точное описание географии Тибета, его культуры, сельского хозяйства, управления, обычаев, философии и веры тибетского буддизма, были похоронены в иезуитских архивах и частных коллекциях и обнаружены только в конце XIX века. В конце концов труд Дезидери появился в полной редакции в 1950-х годах.

## Публикации трудов
- Opere Tibetane di Ippolito Desideri S.J. Edited by Giuseppe Toscano (4 vol., 1981—1989)
- Historical Notices of Tibet and Recollections of My Journeys, and the Mission Founded There (Relation), and other works, edited by Luciano Petch (1954—1957)
- «Mission to Tibet: The Extraordinary Eighteenth-Century Account of Father Ippolito Desideri S.J.» Trans. by Michael Sweet, Ed. by Leonard Zwilling (Boston: Wisdom Publications, 2010)